# Pseudonychocamptus abbreviatus
Pseudonychocamptus abbreviatus är en kräftdjursart som först beskrevs av Georg Ossian Sars 1920.  Pseudonychocamptus abbreviatus ingår i släktet Pseudonychocamptus och familjen Laophontidae. Arten har ej påträffats i Sverige. Inga underarter finns listade i Catalogue of Life.